# Marila cespedesiana
Marila cespedesiana är en tvåhjärtbladig växtart som beskrevs av José Jéronimo Triana och Planch.. Marila cespedesiana ingår i släktet Marila och familjen Calophyllaceae. Inga underarter finns listade i Catalogue of Life.